# Rikdag
Rikdag est également connu sous les noms de Ricdag, Riddag, Rihdag ou Rygdag. est un margarve germanique du Xe siècle. Il est l'un des chefs de la Marche de Misnie, dans l'actuelle Saxe en Allemagne.

## Histoire
De 979 jusqu’à sa mort en 985, Rikdag est margrave, c'est-à-dire le chef militaire d'une marche, de la Misnie (parfois nommée également Marche de Thuringe).
En 982, il acquiert les marches de Mersebourg et de Zeitz En 985, il est fait comte de Schwabengau. Il réunit temporairement sous son commandement tout le sud de la marca Geronis. Sa marche faisait face aux tribus slaves des Chutizi (Chutycy) et des Dalaminzi (Dolomici). De 984 à 985, sa fille Heminilde ou Oda, est l'épouse de Boleslas Ier le Vaillant qui devient plus tard roi de Pologne. Elle est toutefois répudiée après la mort de Rikdag. 
En 983, après la défaite de l’empereur Othon II à la bataille du cap Colonne, les tribus slaves bordant l’est de la Saxe se soulèvent. Havelberg et Brandebourg sont détruites, la Marche de Zeitz est dévastée. Rikdag, avec les margraves de Lusace et de la Marche du Nord, s’unit alors aux troupes de l’évêque d’Halberstadt et de l’archevêque de Magdebourg dans le but d'écraser les Slaves. Néanmoins, les Allemands doivent se replier à l’ouest de l’Elbe. 
En 985, Rikdag et sa sœur Eilsuit fondent le monastère de Gerbstedt dans lequel il est inhumé et dont elle devient la première abbesse.

## Descendance
Hormis Heminilde, Rikdag a laissé un fils et une fille :
- Charles († 28 avril 1014), comte de Schwabengau en 992, est injustement privé de ses biens sur la base de fausses accusations.
- Gerberge († 30 octobre 1022) est abbesse de Quedlinburg.